# 352P/Skiff
352P/Skiff è una cometa periodica appartenente alla famiglia delle comete gioviane. La cometa è stata scoperta il 24 settembre 2000  ma già il giorno successivo all'annuncio ufficiale della scoperta erano state trovate immagini di prescoperta risalenti al 26 agosto 2000 : la sua riscoperta il 5 giugno 2017 ha permesso di numerarla .